# Kappa (cohete)

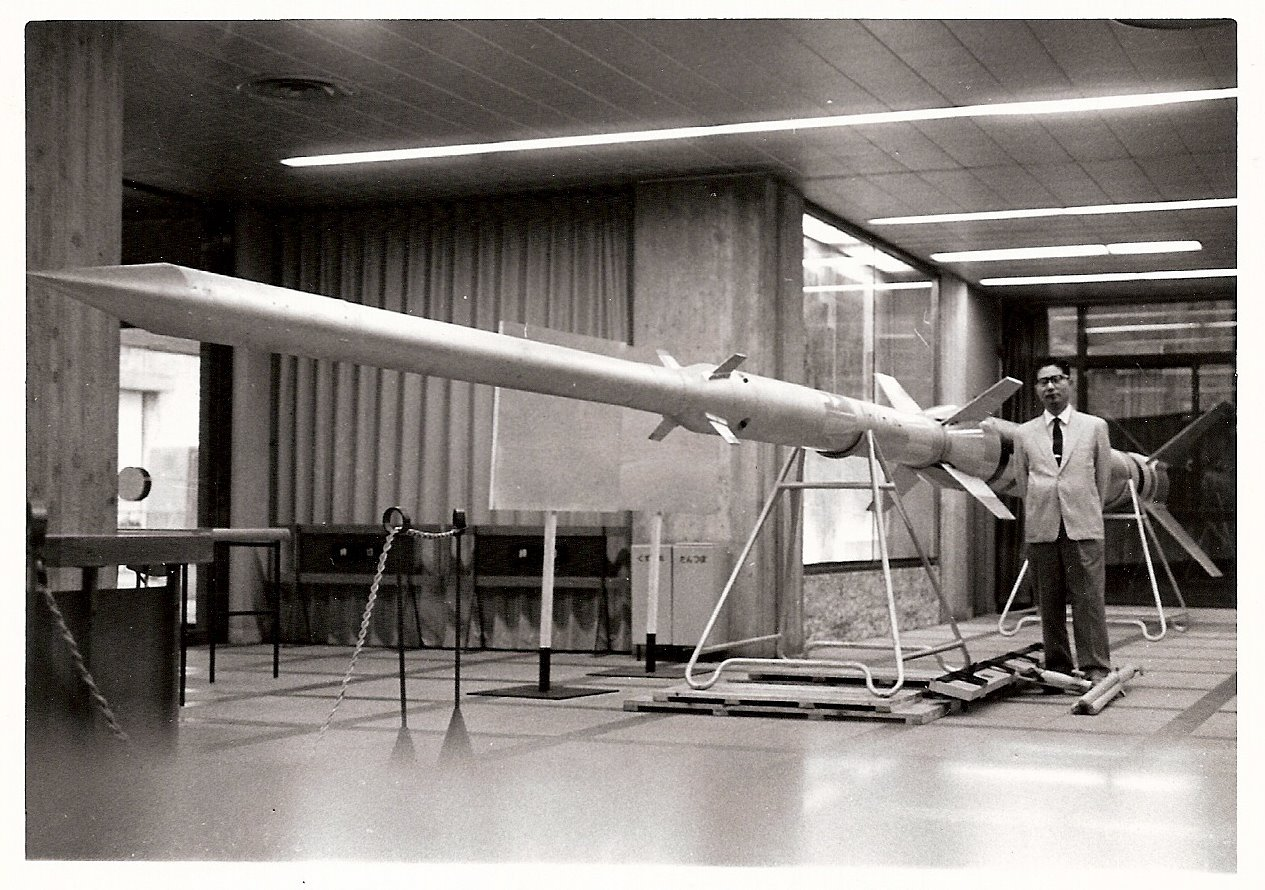
Hideo Itokawa y un cohete de sondeo Kappa-9L de tres etapas

Kappa es el nombre de una familia de cohetes sonda japoneses desarrollados por el ISAS. Fueron los predecesores de los lanzadores Lambda y Mu.

## Versiones

### Kappa 1
Vehículo de una sola etapa. Se lanzaron siete Kappa 1, entre el 24 de septiembre y el 13 de diciembre de 1956.

#### Especificaciones
- Apogeo: 40 km
- Empuje en despegue: 10 kN
- Diámetro: 0,13 m
- Longitud total: 2,7 m

### Kappa 2
Vehículo de dos etapas: una primera etapa Kappa 3 y una segunda Kappa 1. Se lanzó un único Kappa 2, el 30 de abril de 1957.

#### Especificaciones
- Apogeo: 40 km
- Masa total: 300 kg
- Diámetro: 0,22 m
- Longitud total: 5 m

### Kappa 3
Vehículo de dos etapas. Se lanzaron tres, entre el 2 de mayo y el 26 de julio de 1957.

#### Especificaciones
- Apogeo: 40 km
- Masa total: 200 kg
- Diámetro: 0,22 m
- Longitud total: 5 m

### Kappa 4
Vehículo de dos etapas. Se lanzaron tres, entre el 20 de septiembre de 1957 y el 18 de junio de 1961.

#### Especificaciones
- Apogeo: 80 km
- Empuje en despegue: 105 kN
- Diámetro: 0,33 m
- Longitud total: 5,9 m

### Kappa 5
Vehículo de dos etapas. Se lanzaron dos, entre el 20 de abril y el 26 de mayo de 1958.

#### Especificaciones
- Apogeo: 80 km
- Empuje en despegue: 34 kN
- Diámetro: 0,33 m
- Longitud total: 5,9 m

### Kappa 6
Vehículo de dos etapas. Se lanzaron 18, entre el 16 de junio de 1958 y el 17 de septiembre de 1960.

#### Especificaciones
- Carga útil: 20 kg
- Apogeo: 70 km
- Empuje en despegue: 34 kN
- Masa total: 270 kg
- Diámetro: 0,25 m
- Longitud total: 5,61 m

### Kappa 6H
Vehículo de dos etapas solo lanzado una vez, el 29 de septiembre de 1960.

#### Especificaciones
- Carga útil: 20 kg
- Apogeo: 85 km
- Masa total: 330 kg
- Diámetro: 0,25 m
- Longitud total: 6,9 m

### Kappa 7
Vehículo de una etapa solo lanzado una vez, el 18 de noviembre de 1959.

#### Especificaciones
- Apogeo: 50 km
- Empuje total: 110 kN
- Masa total: 1200 kg
- Diámetro: 0,42 m
- Longitud total: 8,7 m

### Kappa 8
Vehículo de dos etapas lanzado una sola vez, el 28 de marzo de 1960.

#### Especificaciones
- Carga útil: 50 kg
- Apogeo: 160 km
- Empuje total: 110 kN
- Masa total: 1500 kg
- Diámetro: 0,42 m
- Longitud total: 10,9 m

### Kappa 8L
Vehículo de dos etapas lanzado 12 veces, entre el 23 de agosto de 1962 y el 10 de diciembre de 1966.

#### Especificaciones
- Carga útil: 25 kg
- Apogeo: 200 km
- Masa total: 350 kg
- Diámetro: 0,25 m
- Longitud total: 7,3 m

### Kappa 9
Vehículo de dos o tres etapas, capaz de alcanzar una altura de 376 km.

### Kappa 9L
Vehículo de tres etapas lanzado 2 veces, el 1 de abril y el 26 de diciembre de 1961.

#### Especificaciones
- Carga útil: 15 kg
- Apogeo: 350 km
- Empuje en despegue: 110 kN
- Masa total: 1550 kg
- Diámetro: 0,42 m
- Longitud total: 12,5 m

### Kappa 9M
Vehículo de dos etapas lanzado 80 veces, entre el 25 de noviembre de 1962 y el 25 de enero de 1988.

#### Especificaciones
- Carga útil: 50 kg
- Apogeo: 350 km
- Empuje en despegue: 110 kN
- Masa total: 1550 kg
- Diámetro: 0,42 m
- Longitud total: 11,1 m

### Kappa 10
Vehículo de dos o tres etapas lanzado 15 veces, entre el 8 de noviembre de 1965 y el 26 de agosto de 1980.

#### Especificaciones
- Apogeo: 742 km
- Empuje en despegue: 110 kN
- Masa total: 1800 kg
- Diámetro: 0,42 m
- Longitud total: 9,8 m

### Kappa 10C
Vehículo de dos etapas lanzado 3 veces, entre el 12 de enero de 1969 y el 13 de septiembre de 1970.

#### Especificaciones
- Apogeo: 250 km
- Empuje en despegue: 110 kN
- Diámetro: 0,42 m
- Longitud total: 10 m

### Kappa 10S
Vehículo de tres etapas lanzado una sola vez, el 28 de agosto de 1965.

#### Especificaciones
- Apogeo: 750 km
- Empuje en despegue: 110 kN
- Diámetro: 0,42 m
- Longitud total: 10 m

### Kappa 150
Versión de prueba a escala 1/16 del Kappa 9L. Lanzado siete veces, entre el 8 de abril de 1958 y el 1 de agosto de 1962.

#### Especificaciones
- Apogeo: 5 km
- Empuje en despegue: 19 kN
- Masa total: 100 kg
- Diámetro: 0,15 m
- Longitud total: 4 m